# Caïn (Byron)
Pour les articles homonymes, voir Cain (homonymie).
Caïn est une œuvre dramatique de Lord Byron écrite en 1821. Elle fut publiée en 1822 avec deux autres : The Two Foscari et Sardanapale. C'est une tentative de recréer l'histoire d'Abel et Caïn, en adoptant le point de vue de ce dernier. L'œuvre a la forme d'une pièce de théâtre, mais n'a pas été écrite dans l'intention d'être représentée sur scène.

## Personnages
Adam
Ève
Cain, leur fils aîné
Abel, leur second fils
Adah, femme et sœur de Caïn
Zillah, femme et sœur d'Abel
Lucifer
L'Ange

## Résumé
La pièce commence sur le refus de Caïn de participer avec sa famille à la prière de remerciements à Dieu, qui a chassé ses parents de l'Eden et les a rendu vulnérables à la Mort. Terrifié par celle-ci, que nul ne connaît encore et qu'il imagine sous une forme humaine, Caïn la convoque et l'attend. Lucifer vient et l'emmène avec lui (acte II) vers les gouffres du temps et de l'espace, lui montrant le passé de la Terre et des espèces disparues, et combien la mort est universelle. Troublé par cette vision, Caïn revient sur Terre (acte III). Le meurtre d'Abel devient dès lors le symbole d'une révolte contre l'éternelle destruction de Dieu, par la destruction volontaire d'une de ses créatures.

## Influences
L'influence principale de Byron est Le Paradis perdu de Milton. La figure de Satan, qui à l'époque romantique en est perçu comme le véritable héros, a sans doute inspiré celle de Caïn chez Byron. De son temps, Byron a retenu la théorie des catastrophes géologiques violentes qui ont secoué la Terre dans son lointain passé, telle qu'elle avait pu être dépeinte par Cuvier.

## Traduction
- Caïn, Paris, Allia, 2019 (rééd), trad. Gaëlle Merle  (ISBN 979-10-304-1071-6).